# دولة ريعية
 الدولة الريعية  اقتصاد الريع، أو الاقتصاد الريعي هو مصطلح في العلوم السياسية والعلاقات الدولية يشير إلى الدولة التي تستمد كل أو جزء كبير من إيراداتها الوطنية عن طريق تأجير الموارد المحلية لعملاء خارجيين، وقد افترض هذه النظرية لأول مرة حسين مهداوي في 1970. أٌستخدم مصطلح الدولة الريعية منذ القرن العشرين للإشارة إلى الدول الغنية بالموارد الطبيعية مثل النفط والغاز،  بحيث تستحوذ السلطة الحاكمة على هذا المصدر وتحتكر مشروعية امتلاكه وتوزيعه وبيعه. ولكنه يمكن أن يشمل دولاً غنية بالأدوات المالية مثل العملة الاحتياطية. والدول التي تعتمد على الموارد الاستراتيجية، مثل القواعد العسكرية.

## خصائص
للدولة الريعية أربعة خصائص رئيسية:
- حالات الريع سائدة.
- يعتمد الاقتصاد على الإيجار للخارج بشكل كبير وبالتالي مامن حاجة لقطاع إنتاجي محلي قوي.
- نسبة صغيرة من السكان مشاركة في توليد الريع.
- الحكومة هي المستفيد الأول من الإيجار الخارجي.

## أمثلة
ظهور الدول النفطية الجديدة وأهميتها المتزايدة في التجارة العالمية في السبعينيات، جدد الاهتمام في التفكير حول الاقتصادات الريعية في تخصصات العلوم السياسية والعلاقات الدولية. من أمثلة الدول الريعية الدول المنتجة للنفط في الشرق الأوسط بما فيها السعودية وعمان والإمارات العربية المتحدة والعراق وإيران والكويت وقطر وكذلك دول في أمريكا اللاتينية وشمال أفريقيا مثل فنزويلا وليبيا، وجميعهم أعضاء في أوبك. نظرية الدولة الريعية واحدة من عدة نظريات متقدمة تشرح هيمنة الأنظمة الاستبدادية في الشرق الأوسط وأسباب فشل التحول الديمقراطي.
بينما تقوم العديد من الدول بتصدير الموارد أو ترخيص تنميتها لأطراف خارجية، تتميز الدول الريعية بالغياب النسبي للإيرادات الضريبية، فاستخراج الثروات يحدث بشكل طبيعي دون الحاجة لاستخراج الدخل من المواطنين. مثل هذه الدول تفشل في التطور سياسياً، لأنه في حالة عدم وجود ضرائب، يكون للمواطنين حوافز أقل للضغط على الحكومة لتصبح مستجيبة لاحتياجاتهم. بدلا من ذلك، فإن الحكومة تقوم فعلياً بـ«رشوة» المواطنين ببرامج رعاية اجتماعية واسعة النطاق، فالميزانية في واقع تلك الدول مجرد برنامج إنفاق.
الحكومات التي تعتمد على إيرادات من مصادر غير سوقية، ليست مجبرة على تطبيق مبادئ السوق الحرة لخلق بيئة مواتية للنمو الاقتصادي. الطلب على النفط مرتفع لدرجة أنه مامن حاجة للالتزام بمبادئ السوق الحرة والحرية الاقتصادية القائمة على سيادة القانون، والأمن، وقضاء شفاف وعادل ورعاية حقوق الملكية. ونتيجة لذلك، الحرية السياسية لا تتطور وتقوض الجهود الرامية لتحقيق التحول الديمقراطي.